# Шольц, Герман
Герман Шольц (нем. Hermann Scholtz; 9 июня 1845, Бреслау — 13 июля 1918, Дрезден) — немецкий пианист, композитор и музыкальный педагог.

## Биография
Начал учиться музыке у городского капельмейстера Морица Брозига. В 1865—1867 гг. учился в Лейпцигской консерватории у Луи Плайди и Карла Риделя, затем в Мюнхенской высшей школе музыки у Ганса фон Бюлова и Йозефа Райнбергера. В 1869—1875 гг. преподавал там же. Затем обосновался в Дрездене, преподавал в Дрезденской консерватории, с 1910 г. профессор. Среди его учеников, в частности, Перси Шервуд и Вильгельм Петерсон-Бергер. Как сообщает Энциклопедический словарь Брокгауза и Ефрона, известностью в городе пользовались проводившиеся Шольцем вечера фортепианных трио.
Автор многочисленных фортепианных пьес, среди которых современники выделяли Балладу Op. 66 и Бурлеску Op. 74.
Наибольшей известностью пользовался как специалист по творчеству Фридерика Шопена, редактировал собрание сочинений Шопена для издательства Peters.